# William Nicol
William Nicol (ur. 1770, zm. 2 września 1851) – szkocki fizyk i geolog, który w 1828 r. skonstruował pierwsze urządzenie do uzyskiwania światła spolaryzowanego liniowo, zwanego pryzmatem Nicola.

## Życiorys
Urodził się w Humbie w East Lothian w 1770 r., a nie jak dotychczas uważano w 1768. Niewiele wiadomo o jego życiu poza faktem, że po zdobyciu pewnych umiejętności jako znany wykładowca filozofii przyrody, przeniósł się do Edynburgu, gdzie prowadził spokojne życie raczej w otoczeniu swoich przyrządów niż ludzi. Dopiero w 1826 r. opublikował pierwszą pracę na temat swoich badań.
Nicol wykonał swój pryzmat poprzez przecięcie równoległościennego kawałka szpatu islandzkiego (naturalna, krystaliczna forma kalcytu) przez krótszą z jego przekątnych, następnie łącząc obie części balsamem kanadyjskim. Skonstruowanie pryzmatu Nicola bardzo ułatwiło badania nad załamaniem i polaryzacją, później przyczynił się do poznania struktury cząstek związków organicznych i ich czynności optycznej.
W 1815 r. Nicol rozwinął metodę otrzymywania bardzo cienkich płatów kryształów i skał, potrzebnych do badań mikroskopowych. Metoda polega na przytwierdzeniu badanego materiału do szkła, a następnie ostrożnym ścieraniu, aż do uzyskania przezroczystej warstwy. Ta technika pozwoliła na oglądanie minerałów nie tylko w świetle odbitym, ale też takim, które przez nie przeszło, dzięki czemu można zobaczyć ich budowę wewnętrzną.
Zmarł w Edynburgu 2 września 1851 r., został pochowany na cmentarzu Warriston Cemetery. Fakt ten jest obecnie upamiętniony poprzez tabliczkę na północnej ścianie cmentarza, podana jest tam błędna data urodzin.